# سلمى سوبهان
سلمى سوبهان (وُلدت؛ 11 أغسطس 1937 - 30 ديسمبر 2003)  محامية بنغلاديشية وأكاديمية وناشطة في مجال حقوق الإنسان. أصبحت أول محامية في باكستان في عام 1959. كانت عضوًا في كلية الحقوق بجامعة دكا، وكانت أحد مؤسسي منظمة عين أو ساليش كندرا (ASK)، وهي هيئة وطنية لحقوق الإنسان.

## الخلفية
وُلدت سوبهان في لندن عام 1937. كان والدها محمد إكرام الله أول وزير خارجية في باكستان. كانت والدتها، بيجوم شيستا سهروردي إكرام الله، واحدة من أول امرأتين في الجمعية التأسيسية الباكستانية،  وعملت فيما بعد مندوبة لباكستان لدى الأمم المتحدة والسفيرة في المغرب. كانت والدتها عضوا في عائلة السحرة في كلكتا. من جانب والدتها، كانت سبحان ابنة أخ حسين حهيد سهروردي، رئيس وزراء البنغال ورئيس وزراء باكستان، وعلى جانب والدها كانت ابنة أخ محمد هداية الله، نائب الرئيس ورئيس القضاة في الهند. تزوجت من رحمان سوبهان، وهو اقتصادي، في عام 1962.  كان لديهم ثلاثة أبناء. توفي ابنهما الأكبر تيمور في حادث في الثامنة عشر من عمره في عام 1981. ابنهما الأكبر بابار يعمل في برنامج الأمم المتحدة الإنمائي، وابنه الأصغر زافار سوبهان هو رئيس تحرير الصحيفة اليومية البنجلاديشية الإنجليزية، دكا تريبيون. وأخت سوبهان هي الأميرة سارفاث من الأردن. كان لديها أخ يدعى إنام وأخت أخرى تدعى ناز. 

## التعليم والوظيفة في وقت مبكر
تلقت سوبهان تعليمه في مدرسة ويستونبيرت في إنجلترا ودرس القانون في كلية جيرتون، كامبريدج، في عام 1958. تم استدعاؤها إلى الحانة من لينكولن إن في عام 1959 وأصبحت واحدة من المحاميات الأوائل في باكستان. بدأت العمل مع مكتب محاماة في كراتشي، م/ سريدج وبيتشينو، كمساعد قانوني للممارسة في المحكمة العليا.  بعد زواجها في عام 1962، انتقلت إلى دكا وبدأت التدريس في كلية الحقوق في جامعة دكا، وخدمت حتى عام 1981. في عام 1974، تم تعيينها زميلة أبحاث في معهد بنغلاديش للقانون والشؤون الدولية. كانت مسؤولة عن تحرير تقارير قانون المحكمة العليا. 

## حقوق الإنسان ومهنة القانون
أسّست سوبهان، إلى جانب ثمانية زملاء آخرين، منظمة لحقوق الإنسان، عين أو شاليش كندرا، في عام 1986.  عملت كمديرة تنفيذية للمنظمة حتى عام 2001.  لتكريسها للدفاع عن حقوق المرأة، حصلت على جائزة مجلة أنانيا في عام 2000، وجائزة من لجنة المحامين لحقوق الإنسان ومقرها نيويورك (التي عرفت فيما بعد باسم حقوق الإنسان اولا) في عام 2001.  تم انتخاب سوبهان لمجلس إدارة صندوق المعونة القانونية والخدمات البنجلاديشية، بالإضافة إلى لجنة بنغلاديش للنهوض بالريف (BRAC) ونيجيرا كوري.  في عام 2001، تم انتخابها لمجلس إدارة معهد الأمم المتحدة لبحوث التنمية الاجتماعية (UNRISD). كما كانت عضوًا في ثلاث شبكات نسوية دولية: قانون نساء آسيا المحيط الهادئ والتنمية، والنساء اللاتي يعشن تحت قوانين المسلمين، ومباراة كندا. 

## المنشورات
تشمل منشورات سوبهان الوضع القانوني للمرأة في بنغلاديش (1975)، تصور الفلاحين للقانون (1981)، أي خيار أفضل؟ النساء العاملات في المجال الصناعي (شارك في تأليفه عام 1988). 

## الإرث
قامت مؤسسة بروتشيشي التي أسسها أمارتيا سين بتقديم جائزة للصحفيين باسمها.